# لانغوبارديا الصغرى

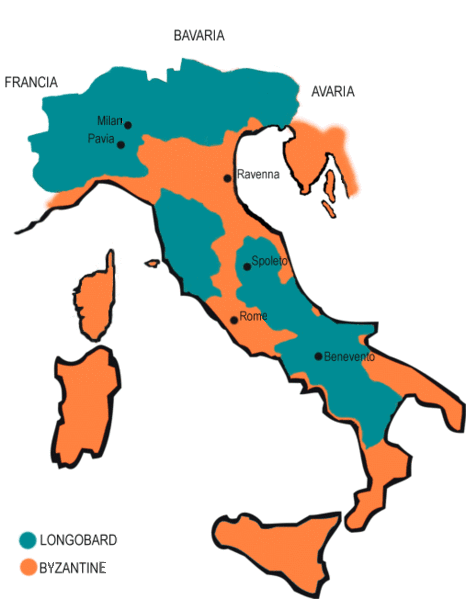

لانغوبارديا الصغرى هو الاسم الذي أطلق في العصور الوسطى المبكرة على الأراضي اللومباردية في وسط وجنوب إيطاليا، وهو ما قابل دوقيتي سبوليتو وبينيفينتو. بعد ضم مملكة اللومبارد من قبل شارلمان في 774 بقيت هذه الأراضي تحت سيطرة اللومبارد.